# Музей шоколаду (Гайспольсайм)
Музе́й «Секре́ти шокола́ду» в Гайспольсаймі (фр. Musée Les secrets du Chocolat de Geispolsheim) — французький музей шоколаду, який розповідає історію виробництва шоколаду. Цей музей був створений поблизу Страсбурга брендом «Маркіза де Севіньє» (La Marquise de Sévigné), що спеціалізується на виробництві та продажу шоколадних цукерок. За версією Reuteurs 2009 року музей «Секрети шоколаду» посідає друге місце серед десяти найкращих у світі музеїв шоколаду.

## Про музей
Музей «Секрети Шоколаду», розташований в невеликому французькому містечку Гайспольсайм в регіоні Ельзас. Цей музей можуть пов'язувати також з містом Страсбург, оскільки Гайспольсайм розташований за 11 кілометрів від нього. Ельзас є другим за величиною експортером шоколаду, тому вибір розташування музею доволі логічний. Музей шоколаду є частиною «шоколадного маршруту» (Route Du Chocolat) Ельзасу, створеного у травні 2007 року. Він присвячений какао і перетворенню його в шоколад. Головна ідея полягає в тому, щоб стати місцем для відкриттів і цікавих знахідок. Музей складається з різних тематичних зон: амфітеатр, музей, демонстраційна майстерня, чайна кімната і відкритий майданчик. Увійти до музею можна через невелике подвір'я, оточене красивими вікнами, що відтворює атмосферу Іль-де-Франс. Купивши квиток, треба дотримуватись стрілок, які вкажуть маршрут.

## Секції музею

### Амфітеатр
Розкриття таємниць починається з амфітеатру (конференц-залу), де пропонують подивитися короткий документальний фільм про історію шоколаду перед початком головної екскурсії. Фільм, що транслюють на великий екран, розповідає історію какао від квіток та бобів до їх обробки, подрібнення, лиття шоколаду та дегустації. Короткометражний фільм, під час якого глядачі подорожують в часі і світом, дуже акуратно розкриває деякі секрети шоколаду.

### Музей

#### Історія технології
Далі йде експозиційний зал, де представлено історію розвитку шоколадної кондитерської справи. Рухаючись шляхом, що позначений стрілками, глядачі відвідують різні тематичні зони, що пояснюють секрети шоколаду: від дрібного насіння какао до готового продукту — красивої плитки шоколаду. Експозиції розповідають про історію шоколаду, його походження, про шоколад у давні часи та посуд для виготовлення шоколаду. Насправді таємниць, легенд і секретів навколо шоколаду чимало. Достеменно невідомо ні точне місце, ні час його появи. У музеї «Секрети шоколаду» наочно демонструється найбільш розповсюджена версія виникнення шоколаду. Музей простежує історію какао з джерел у Латинській Америці і до наших днів. Інтерактивний тур починається з легенди про пірнатого змія в Південній Америці, який вкрав какао-боби в саду богів, щоб віддати людям і розкрити таємницю вирощування дерев і плодів. Машинне відділення відкриває всі етапи перетворення какао в шоколад: відео екрани, експозиція старих машин, які зробили свій внесок в індустріалізацію виробництва шоколаду. Тут є демонстраційні машини, що вперше використовувалися при створенні шоколаду, різне кухонне начиння, інструменти, необхідні для обробки какао — для того, щоб можна було краще уявити собі процес, як боби стають шоколадом. Також, можна пристосувати власні сили і, наприклад, зрозуміти принцип виробництва какао-масла за допомогою спеціальної машини або ініціювати подрібнення зерна подібно ацтекам у давні часи. Через сенсорний апарат, можна визначити аромат різних сировинних компонентів шоколадних цукерок.

#### Історія бренду
Своєю появою музей «Секрети шоколаду» багато в чому зобов'язаний бренду «Маркіза де Севіньє», що виробляє шоколадні цукерки. Тому особливе місце приділяється історії зростання компанії, яка розповідає, що заснований в 1898 році, бренд «Маркіза де Севіньє» є послом шоколаду у світі. Експозиція розкриває історію та еволюцію цукерок і упаковки протягом останнього століття, а також альянс «Маркіза де Севіньє» у мистецтві шоколаду з такими дизайнерами, як Жан-Шарль де Кастельбажак, Андре Куреж (André Courrèges) або Анн Роза (Anne Rosat).

### Майстерня
Ця частина музею «Секрети шоколаду» наочно демонструє, як виглядає майстерня для виготовлення шоколаду і як готують шоколад. В демонстраційному залі можна побачити на власні очі як виготовляються шоколадні шедеври, отримати пояснення про різні види шоколаду — білий, молочний або темний, а також подивитись демонстрацію лиття шоколаду у форми. Майстер розкриває свої секрети, дає рекомендації і докладно пояснює різні стадії виготовлення шоколадних десертів. Також тут можна самостійно створити щось із шоколаду і взяти участь у дегустації десертів з какао. У спеціальній студії музею можна спробувати різні страви з шоколаду: пасту, оцет, пиво тощо.

### Чайна кімната
Чайна кімната призначена для смакування чаю, кави або гарячого шоколаду. Тут можна куштувати улюблені всіма ласощі і оцінити смак справжнього шоколаду.

### Магазин
При музеї, є сувенірний магазин. Де на кінцевому етапі відвідувачі можуть придбати оригінально оформлені шоколадні ласощі. В магазині також доступні книги з рецептами, креми, цукерки, шоколадні аксесуари та багато інших делікатесів.